# 22990 Mattbrenner
22990 Mattbrenner è un asteroide della fascia principale. Scoperto nel 1999, presenta un'orbita caratterizzata da un semiasse maggiore pari a 2,6221958 UA e da un'eccentricità di 0,1266476, inclinata di 1,18325° rispetto all'eclittica.